# Hugo Hermes
Hugo Hermes (Meyenburg, 4 maggio 1837 – Sassnitz, 9 giugno 1915) è stato un politico tedesco, membro del Reichstag.

## Biografia
Hermes frequentò la scuola secondaria di primo ordine di Perleberg che abbandonò anzitempo per diventare commerciante. Lavorò per diversi anni nel commercio all'ingrosso di Magdeburgo e fu comproprietario dell'azienda di commissioni merci, fondata nel 1861 e sciolta nel 1876, con il nome di: Hermes und Hey. Successivamente gestì le sue proprietà immobiliari.
Dal 1877 al 1895 fu membro della Camera dei rappresentanti prussiana, dal 1877 al 1887 e dal 1890 al 1893 del Reichstag tedesco per vari collegi elettorali, rispettivamente per il Partito del Progresso Tedesco e per il Partito Liberale Tedesco.
Insieme a suo fratello Otto Hermes ed a Ludolf Parisius, Hermes appartenne per molti anni della cerchia politica più stretta di Eugen Richter. Nel Partito Liberale Tedesco ricoprì temporaneamente la carica di tesoriere.
Dopo aver lasciato la Camera dei rappresentanti prussiana nel 1895, Hugo Hermes si ritirò a vita privata. Morì nel 1915 all'età di 78 anni nella sua tenuta di campagna a Saßnitz.